# Taeniaptera dilutimacula
Taeniaptera dilutimacula är en tvåvingeart som beskrevs av Günther Enderlein 1922. Taeniaptera dilutimacula ingår i släktet Taeniaptera och familjen skridflugor.
Artens utbredningsområde är Bolivia. Inga underarter finns listade i Catalogue of Life.